# Notificador de correo

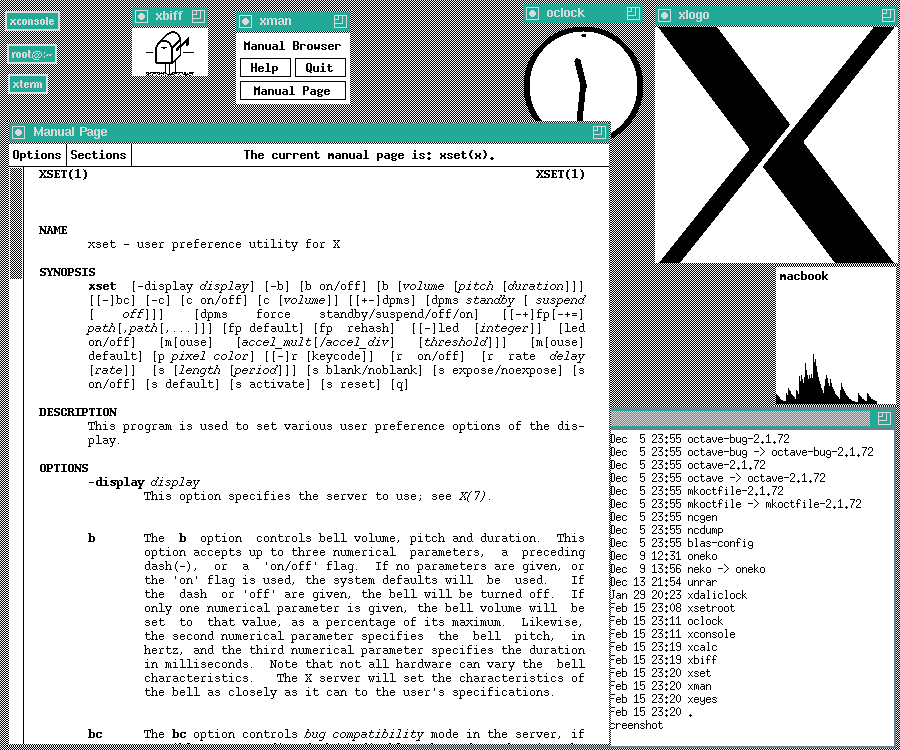
xbiff, un notificador simple, junto a otras aplicaciones del X Window System.

Un Notificador de correo es un programa que avisa de ha llegado un correo electrónico. La mayoría funcionan revisando el servidor de correo cada cierto tiempo, por lo puede haber un lapso desde que el correo llega al buzón hasta que el usuario se entera. Así funciona el avisador de correo de GMail y el del Thunderbird.
Hay alternativas para avisar al usuario en el momento que llega, como la extensión de IMAP, IMAP IDLE o ejecutar alguna alarma con procmail.
El protocolo IMAP está muy poco extendido, casi todos los servidores usan POP. Gmail actualmente cuenta ya con el protocolo IMAP.
Procmail requiere que el usuario tenga acceso al servidor donde se aloja el buzón y conocimientos para crear un filtro que avise al usuario.
La solución IMAP sería la más sencilla para el usuario, ya que un cliente como Thunderbird soporta IMAP IDLE.
Otro notificador es I Love Email, un notificador de correo mediante Jabber/XMPP.
- Datos: Q6045708